# Pétervárad elfoglalása
Pétervárad elfoglalása 1526. július 28-án következett be, mely a mohácsi csata egyik hadászati előzménye volt. Pétervárad a „második Nándorfehérvár” a déli végek kulcsának eleste után (1521) lett fontos végvár a Délvidéken. Az ostromot a nagyvezír vezette, míg a vár mellett Tomori Pál néhányezerfős csapatával próbálta zavarni az ostromot, de az erősséget nem tudta felmenteni, mely végül elesett.

## Előzmények
1521-ben I. Szulejmán szultán hadat üzent Magyarországnak. A szultán tett ugyan ajánlatot II. Lajosnak, hogy hódoljon meg, s serege szabadon vonulhasson Bécs ellen, de a király mégis inkább az ellenállást választotta.

Magyarország ellenben abszolút készületlen volt a háborúra. Az állam anarchiába süllyedt, mert megerősödtek a főúri oligarchák, akik ádáz küzdelmet folytattak egymás ellen. A törökök ellen alig akadt valaki, aki egységesen lett volna kész fellépni. Szapolyai János erdélyi vajda a király és a nádor Báthori István miatt érzett gyűlölete okán alig vett részt a török elleni harcokban a királyi haderőben, ehelyett külön háborúskodott a törökkel.
Tomori Pál kalocsai érsek, aki jó katona volt, de mérhetetlen nehézségekkel nem tudott megbirkózni. A magyar hadsereg többségében elavult, rosszul felszerelt egységekből (bandériumokból) állt össze.

A háború kezdetén a török hadsereg ostrom alá vette Nándorfehérvárt. Bár a védők sokáig kitartottak, de ez az idő nem arra fordíttatott, hogy megszervezzék a felmentő sereget. A nagy nehezen összegyűlt királyi hadnak annyi ereje volt mindössze, hogy Mohácsig eljutott, majd a kitört pestis miatt rögvest szétment.

1526-ban Szulejmán ismét személyesen vezette seregét a Magyar Királyság ellen, s ezúttal Budát vette célba.

## Összeomlás
Az április 23-án, Isztambulból elindított hadjárat lassan haladt a magyar határ felé, mert tavaszi áradások miatt sok folyó megduzzadt. Ám Magyarországon tombolt tovább az anarchia. Kapkodva próbálták megszervezni a védelmet, de sokkal inkább törődtek az újabb országgyűlés összehívásával, mely teljesen mellőzte a háború kérdését. Sem pénz sem katonaság nem volt. A déli végeken nyílt terepen néhány ezer főnél nagyobb had nem állt.

## Az ostrom
Szulejmánnak összesen hatvanezer fős hadserege volt. Még Bulgáriában adta azt a parancsot nagyvezírének Pargali Ibrahimnak, hogy a sereg kétharmadával (40 ezer fő) törjön be magyar területre és foglalja el Péterváradot. Ibrahim körültekintően haladt előre, mert biztos volt abban, hogy a Szávánál magyar sereg várja. A folyónál ellenben mindössze kétezer katona állt a kalocsai érsek vezetésével, aki rövid csatározás után Pétervárad mögé vonult vissza.

### A várvédők
Második vonalban Pétervárad lett a déli végvárvonal kulcsa Nándorfehérvár eleste után, bár nem volt annyira jó kiépítettségű. Viszont egy meredek ponton helyezkedik el és a Duna körülötte egy tág ívet ír le. Ez volt Tomori főhadiszállása. A kalocsai érsek aki Alsó-Magyarország főkapitánya volt igyekezett megerősíteni, s ide telepítette Nándorfehérvárról a sajkásokat. A várnak kb. kétezer magyar, valamint ezer Nándorfehérvár környékéről és Szerbia területéről elmenekült rác katonája volt. Továbbá az Al-Duna vidékéről is sok paraszt menekült fel ide, akik részt vettek a vár védelmében. A várat Alapy György vezette.

Tomori kétezer főnyi seregével a Duna bal partjára húzódott vissza, s valahol a mai Újvidék (ma Нови Сад, Szerbia) helyén vette fel állásait.

### Első rohamok
Ibrahim serege július 12-én érkezett a vár alá, amit nagyon gyengének talált és úgy gondolta reguláris ostrom nélkül, puszta rohammal beveheti.

A törökök július 15-én intézték az első rohamot, amit a védők visszavertek. Tomori ekkor a sajkás erők támogatásával megtámadta a Dunán álló török hajókat, amik a nagyvezír hadát kísérték és alaposan megtépázta őket.

Még aznap éjszaka Ibrahim katonáit a folyó balpartjára irányította és július 16-án reggel eredménytelen harcokat vívtak a magyarokkal.
Tomori ezután haditanácsot tartott. Mivel tudta, hogy számbelileg elégtelen a serege, erősítés nélkül inkább elvérzik, de nem tudja megmenteni a várat. Ezért úgy határozott, hogy visszavonul egészen Bácsig, ahol is erősítést szerez.

Bácson aztán üzenetet küldött a királynak, hogy mihamarabb küldjön több katonát, mivel Pétervárad még két hétig sem tudná magát tartani. Ellenben az erősítés nem érkezett meg, mert a királynak továbbra sem volt megfelelő számú hadereje.

### A reguláris ostrom
A péterváradi őrség július 17-én a második általános rohamot verte vissza. Ekkor a nagyvezír belátta, hogy módszeresebben kell megvívnia a várat, ezért hozzálátott az ostromütegek állásainak kiépítéséhez. A tüzérség folyamatosan lőtte a várat, míg annak takarékoskodnia kellett a lőporral, mivel nagyobb mennyiség nem állt a rendelkezésére.
A falakban és az épületekben jelentős károk keletkeztek, de a védőknek még két rohamot sikerült visszaverniük.

### A vár eleste
Július 28-án törökök aknákat robbantottak a vár alatt és az akkora robbanást eredményezett, hogy a védőkön pánik lett úrrá és általános lett a zűrzavar. Ezt használva ki a nagyvezír megindította az utolsó rohamot. A véres küzdelemben a vitézek rendre elestek, vagy kilencvenen egy toronyba vették be magukat és folytatták az elkeseredett ellenállást. A nagyvezír szabad elvonulást ígért nekik, így ők megadták magukat.

Ugyanezen a napon érkezett a szultán a sereg többi részével és még gyönyörködhetett a vár elestében.

## A következmények
Július 20-án a király négyezer fős seregével elindult Budáról. Lassan haladt, hogy a további egységek beérjék, de nem sokan csatlakoztak hozzá. Csak augusztus 4-én tudta meg, hogy elesett Pétervárad és hogy a szultán is az országban van.

Tolnán kezdtek ugyan gyülekezni a hadak, de a király serege alig emelkedett húszezer fő fölé. A horvát, cseh és erdélyi erők is elkéstek, már nem volt annyi idejük, hogy elérjék a királyt.

Végül bekövetkezett a katasztrófa: a maroknyi magyar hadat a szultáni sereg mentből leverte és elesett a király. Ez a középkori Magyarország bukását jelentette.
Pétervárad vidékéről rengetegen menekültek el a vár elfoglalása után. Mások itt maradtak és megerősített táborban eltökélték, hogy megvédik magukat a török portyázóktól. A törököknek még a janicsárok és a szpáhik bevetése ellenére sem sikerült megtörni a rác és magyar parasztok ellenállását.